# 한국화학회관
한국화학회관은 사회일반의 이익에 공여하기 위하여 공익법인의 설립운영에 관한 법률의 규정에 따라 화학공학 및 화학의 응용에 관한 학문과 기술의 발전, 보급을 도모하여 화학공업의 진흥에 이바지 목적으로 1970년 12월 1일 설립허가된 대한민국 과학기술정보통신부 소관의 재단법인이다. 서울특별시 성북구 안암로 119 (우 02856)에 소재한 한국화학회관이라는 건축물을 운영하며 재단법인 사무실은 이 건물중 한국화학공학회가 입주한 5층에 있다.

## 입주 단체
- 대한화학회
- 한국화학관련학회연합회
- 한국화학공학회